# 3A (ヨーヨー)
3A（スリーエー）はヨーヨーのプレイスタイルのひとつ。「エクストリーム部門」の一部であったが2003年に大きな大会の部門のひとつになるまで発展している。
両手でストリングトリックを操るのでヨーヨーのプレイスタイルの中で最も難しい。
そのためプレイヤー数が他の部門に比べ極端に少ない。